# لانه‌آویز دم‌زرد سبز تیره
لانه‌آویز دم‌زرد سبز تیره (نام علمی: Psarocolius atrovirens) نام یک گونه از سرده لانه‌آویز دم‌زرد است.